# جيمس دبليو. روبنسون (سياسي)
جيمس دبليو. روبنسون هو سياسي أمريكي، ولد في 19 مارس 1831 في أبردينشاير في المملكة المتحدة، وتوفي في 2 يوليو 1909 في إلدورادو في الولايات المتحدة. نشط حزبياً في الحزب الجمهوري. وقد انتخب عضو مجلس ولاية كانساس ‏.